# La orgía
La orgía (en inglés, The Orgy) o La taberna es un lienzo perteneciente al ciclo de La vida de un libertino, del pintor británico William Hogarth. Está realizado en óleo sobre lienzo. Mide 62,5 cm de alto y 75 cm de ancho. Fue pintado en 1735, encontrándose actualmente en el Museo Soane, de Londres (Reino Unido). 
Hogarth fue especialmente conocido por sus ciclos narrativos sobre costumbres de la época, uno de los cuales era La vida de un libertino, al que pertenece este lienzo. Es el tercer episodio del ciclo, en el que se celebra una fiesta salvaje u orgía en una taberna o un burdel. En esta abigarrada escena se mezclan hombres y mujeres de distintas clases sociales. A la derecha, dos mujeres, cómplices, le roban el reloj al libertino que está demasiado aturdido para darse cuenta. En la parte posterior del cuadro se ve a una de las participantes de la orgía quemando un planisferio con una vela.
Las diversas posturas (de espaldas, de frente, en escorzo) otorgan un gran dinamismo a la pintura. Presenta igualmente rasgos de estilo rococó, como la «variedad compuesta» o la «línea serpentina».